# ستريلا-2
ستريلا-2 (الروسية: Cтрела، أي «السهم»؛ وتعريف الناتو: "SA-7 Grail") هو نظام صاروخي أرض-جو خفيف الوزن محمول على الكتف. وهو مصمم لاستهداف الطائرات والمروحيات على ارتفاعات منخفضة، مع توجيه سلبي بالأشعة تحت الحمراء ورأس حربي شديد الانفجار.
يمكن مقارنتها على نطاق واسع في الأداء مع الصاروخ الأمريكي FIM-43 Redeye، حيث كانت صواريخ ستريلا-2 هي أول صواريخ أرض-جو (SAM) سوفيتية محمولة على الكتف، ودخلت الاستخدام فعليا في عام 1968، وبدأ الإنتاج على نطاق واسع في عام 1970. وبالرغم من التشابه الواضح بين صواريخ FIM-43 Redeye وستريلا-2، الا انها لم تكن متطابقة. ومع ذلك، خلصت وكالة المخابرات المركزية إلى أن SA-7 السوفيتية قد استفادت من تطوير FIM-43 Redeye.
كانت صواريخ ستريلا-2 عنصرًا أساسيًا في الحرب الباردة وتم إنتاجها بأعداد ضخمة للاتحاد السوفيتي وحلفائه، فضلاً عن الحركات الثورية. على الرغم من تجاوزها منذ ذلك الحين بواسطة أنظمة أكثر حداثة، لا تزال صواريخ ستريلا ومتغيراتها في الخدمة في العديد من البلدان، وشهدت استخدامًا واسع النطاق في كل صراع إقليمي تقريبًا منذ عام 1972.

## مراحل تطوير
شهدت نهاية الحرب العالمية الثانية تحولا كبيرا في سياسة الدفاع السوفياتية. يبدو أن ظهور القاذفات الأمريكية طويلة المدى والمسلحة نوويًا والقادرة على اختراق المجال الجوي السوفيتي على ارتفاعات وسرعات لا يمكن الوصول إليها بواسطة المدافع المضادة للطائرات ومعظم وسائل الاعتراضات، تجعل كل سلاح تقليدي عفا عليه الزمن بضربة واحدة. تم تطوير العديد من أنظمة صواريخ أرض-جو (SAM) بعيدة المدى وعالية الارتفاع، مثل صواريخ "SA-1 Guild" و"SA-2 Guideline"، وتم إدخالها إلى الميدان لمواجهة هذا الضعف الكبير. ولكن بسبب «التقادم» الواضح للأسلحة التقليدية، حدث تطور ضئيل نسبيًا في مجال الدفاعات الجوية المتنقلة في ميدان المعركة.
وسرعان ما تغير هذا الاتجاه مع بداية الحرب الكورية. كان الصراع تقليديًا تمامًا، فقد أثبت أن الأسلحة النووية لم تكن هي كل الحروب ونهايتها. في مواجهة قوة جوية أمريكية قوية وحديثة، تحمل حمولات غير نووية، استثمر الاتحاد السوفيتي بكثافة في تطوير نظام دفاع جوي متعدد المستويات، يتكون من عدة صواريخ أرض-جو (SAM) متنقلة جديدة، لتغطية جميع نطاقات الارتفاعات وحماية القوات البرية. أدرجت العقيدة الجديدة خمسة متطلبات:
- نظام الدفاع عن نطاق متوسط إلى طويل المدى 2كي11 كروج (الناتو: "SA-4 Ganef").
- نظام الدفاع عن نطاق قصير إلى متوسط المدى سام 6 (الناتو "SA-6 Gainful").
- نظام الدفاع قصير المدى على مستوى منخفض اوشا (الناتو "SA-8 Gecko").
- نظام الدفاع المدفعي الموجه بالرادار في جميع الأحوال الجوية على مستويات المنخفضة شليكا.
- أنظمة الصواريخ قصيرة المدى جدًا ستريلا-1 (الناتو "SA-9 Gaskin").
- وبعد ذلك تم تطوير نظام ستريلا-2 المحمولة على مستوى كتيبة (الناتو "SA-7 Grail").

تم تصميم كل من نظامي ستريلا-1 وستريلا-2 في البداية لتكون أنظمة محمولة على الإنسان. ونظرًا لأن نظام ستريلا-2 أثبتت أنه أصغر حجمًا وأخف وزنًا، فقد تم تغيير دور نظام ستريلا-1، ليصبح نظامًا أثقل مثبت على مركبة مع زيادة النطاق والأداء ليقدم دعم لنظام شليكا بشكل أفضل.

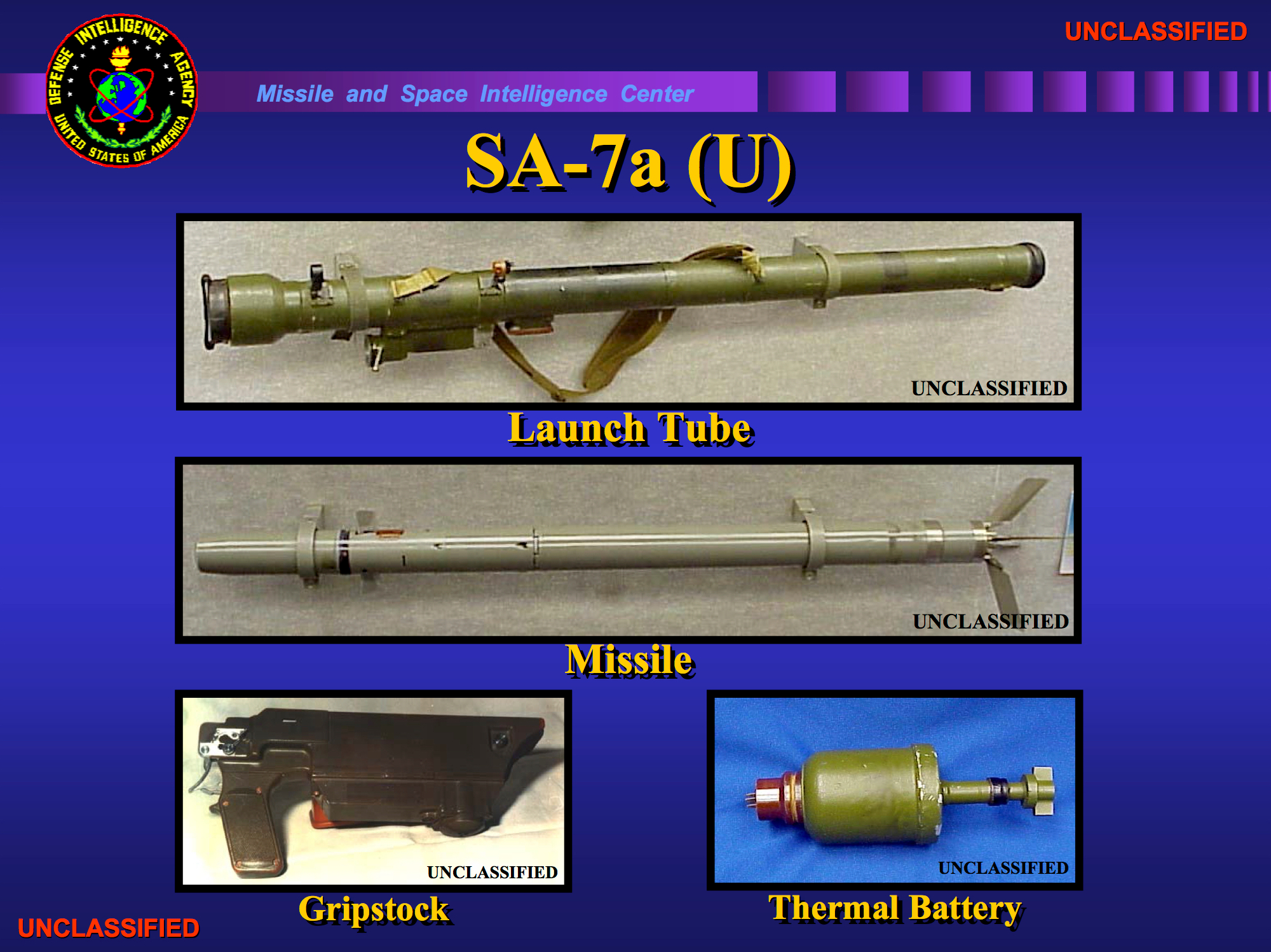
مكونات وأجزاء نظام SA-7.

مع بدء التطوير في Turopov OKB (غُيّر لاحقًا إلى Kolomna)، أصبحت المعلومات التفصيلية حول تصميم الصاروخ الأمريكي FIM-43 Redeye متاحة. في حين أنها لم تكن بأي حال من الأحوال نسخة بسيطة هندسية عكسية، فقد اعتمد تصميم صواريخ ستريلا كثيرًا على صواريخ FIM-43 Redeye، الذي بدأ التطوير فيه قبل بضع سنوات. نظرًا للقاعدة التقنية السوفيتية البدائية نسبيًا، فقد طال أمد التطوير، ونشأت العديد من المشكلات، خاصة في تصميم رأس صاروخ صغير بدرجة كافية. وفي النهاية، استقر المصممون على رأس باحث أبسط من رأس FIM-43 Redeye، مما سمح للنسخة الأولية من نظام ستريلا-2 دخول الخدمة أخيرًا في عام 1968، بعد خمس سنوات. في ذلك الوقت، وصفه أحد الخبراء بأنه «خط التصدير الروسي الأول».

### تحسينات
عانى الأصدار الأول من العديد من أوجه القصور: يمكنه فقط إشراك الأهداف التي تطير على سرعات جوية بطيئة نسبيًا وعلى ارتفاعات منخفضة، وعانى من ضعف موثوقية التوجيه (لا سيما في وجود مصادر إشعاع بالأشعة تحت الحمراء في الخلفية طبيعية أو من صنع الإنسان)، وحتى عندما يتم تحقيق الضربة، غالبًا ما تفشل في تدمير الهدف. كانت القوة الفتاكة الضعيفة مشكلة خاصة عند استخدامها ضد الطائرات النفاثة: كان الجزء الأكثر سخونة من الهدف هو الفوهة الموجودة خلف المحرك الفعلي، والتي عادة ما يصيبها الصاروخ - ولكن هناك فشل رأسه الحربي الصغير في إحداث أضرار كبيرة للمحرك نفسه.
من أجل معالجة أوجه القصور، تم طلب نسختين محسنتين في عام 1968؛ كنقطة توقف وسيطة، تم تحسين ستريلا-2ام (الناتو "SA-7b") لتحل محل النموذج الأصلي، وكذلك ستريلا-3 الأكثر طموحًا.

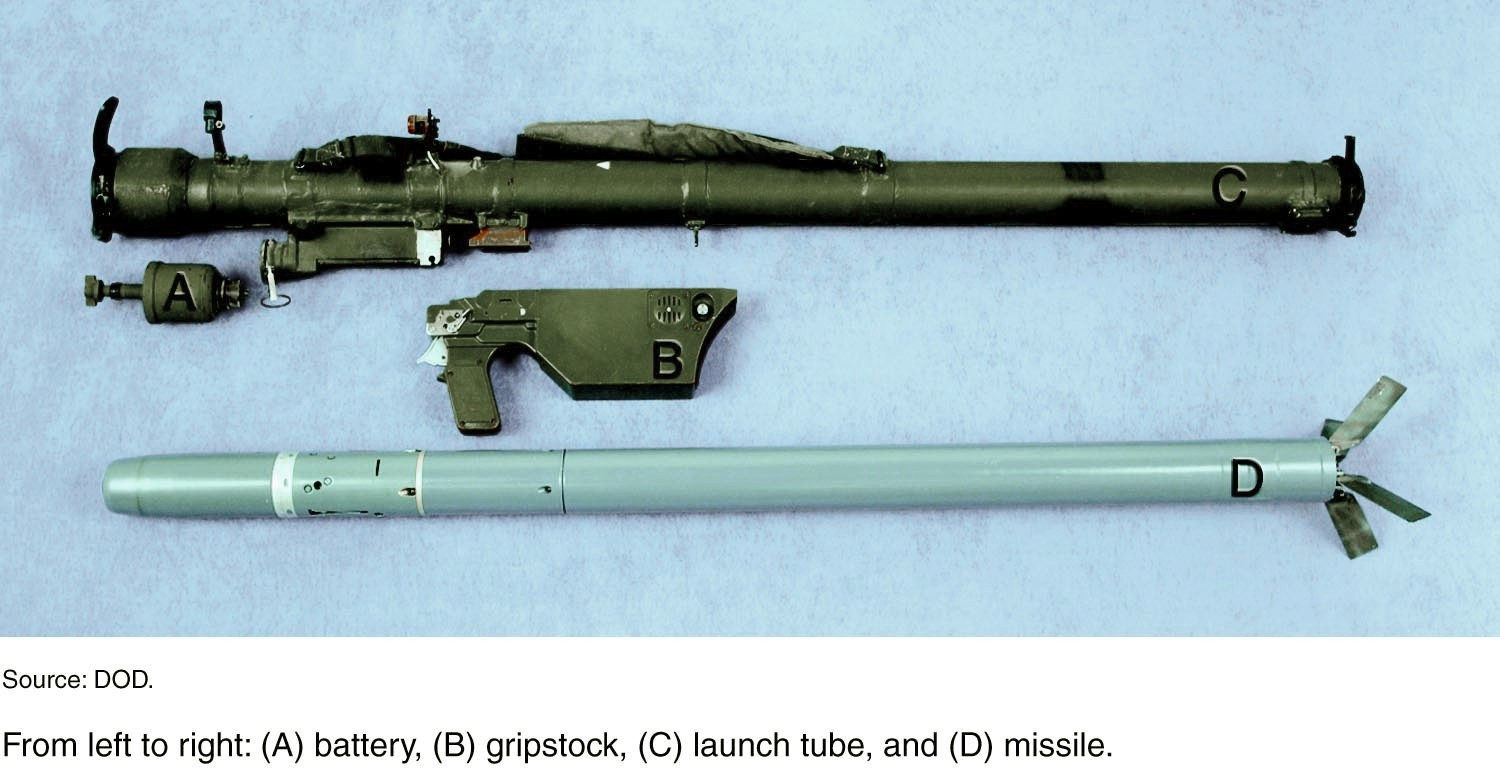
مكونات الخيار الأكثر شيوعا، وهو الطراز ستريلا-2ام

ونظرًا لأن التعديلات التي تم إدخالها على نظام ستريلا-2 ام كانت طفيفة نسبيًا، كانت العملية سريعة وتم قبولها في الخدمة في عام 1970. وعلى الفور تم استبدال خطوط إنتاج ستريلا-2 بخطوط إنتاج ستريلا-2ام. وتم إجراء تحسينات على وجه الخصوص لزيادة مدى الاشتباك للنظام الجديد:
- زاد الدافع العالي المدى المائل من 3.4 إلى 4.2 كم (2.1 إلى 2.6 ميل) وسقف الاشتباك من 1.5 إلى 2.3 كم (0.93 إلى 1.43 ميل)
- سمح منطق التوجيه والتحكم المحسن بالاشتباك مع طائرات الهليكوبتر والطائرات المروحة (ولكن ليس الطائرات النفاثة) تقترب بسرعة قصوى تبلغ 150م/ث (490 قدمًا/ثانية؛ 340 ميلاً في الساعة).
- تمت زيادة السرعة القصوى لأهداف الانحسار من 220 إلى 260 م/ث (720 إلى 850 قدم/ث؛ 490 إلى 580 ميل/س).
- قدم المزيد من أدوات الإمساك الآلية طريقة إطلاق مبسطة ضد الأهداف السريعة: سحب زناد واحد متبوعًا بالرصاص والارتفاع الفائق ليحل محل المراحل المنفصلة للإفراج عن الباحث لتتبع وإطلاق الصاروخ (انظر الوصف أدناه).

على عكس ما تم الإبلاغ عنه في البداية في بعض المنشورات الغربية، تشير المعلومات الأحدث إلى أنه على الرغم من أن القوة المميتة عند الاصطدام قد أثبتت أنها مشكلة، إلا أن الرأس الحربي ظل كما هو 1.17 كجم (2.6 رطل) وحدة (بما في ذلك 370 جرام (13 أونصة) تهمة (TNT) كما في الأصل. ظل هذا الرأس الحربي لجميع أنظمة الدفاع الجوي المحمولة السوفيتية بما في ذلك معظم متغيرات صاروخ إيغلا؛ لمعالجة مشكلة ضعف معدل القتل، تم إدخال تعبئة HE أكثر قوة من الـ TNT، وتحسين الصمامات، ومناورة طرفية، وأخيراً شحنة منفصلة لتفجير أي وقود صاروخي متبقي تدريجياً في أنظمة منظومات الدفاع الجوي المحمولة اللاحقة، لكن ستريلا-2 الأصلية بقي تصميم رأس حربي 2M لشحنة HE ذات الطاقة الموجهة سعة 370 جرامًا (13 أونصة) في غلاف مجزأ مسبقًا.
كانت التحسينات على الباحث عبارة عن تغييرات طفيفة فقط للسماح بتمييز أفضل لإشارة الهدف مقابل انبعاثات الخلفية. وتزعم بعض المصادر أن حساسية الباحث قد تحسنت أيضًا. ظل الدفاع الوحيد ضد الإجراءات المضادة للأشعة تحت الحمراء هو مجال الرؤية الضيق لرأس الباحث، والذي يمكن أن يؤمل في مساعدة التوهج المتباطئ بسرعة على السقوط من مجال رؤية الصاروخ حيث كان يتعقب هدفًا سريع الحركة. من الناحية العملية، أثبتت التوهجات أنها إجراء مضاد فعال للغاية ضد كلا الإصدارين من نظام ستريلا-2.
يُشار إلى الباحث عادةً باسم متعقب المعادن الساخنة. يمكن للباحث فقط رؤية طاقة الأشعة تحت الحمراء في طيف الأشعة تحت الحمراء القريبة (NIR)، المنبعثة من الأسطح شديدة الحرارة التي لا تُرى إلا داخل فوهة النفث. يسمح هذا فقط بالاشتباك الخلفي للأهداف النفاثة، ويكسب السلاح لقبه الآخر كسلاح انتقامي، حيث يتعين على الصاروخ «مطاردة» طائرة بعد مرورها بالفعل.
تم شراء ستريلا-2ام أيضًا لاستخدامها على متن السفن الحربية التابعة لحلف وارسو؛ مثبتة على حوامل من أربع جولات على متن سفن حربية برمائية سوفيتية ومختلف المقاتلين الأصغر، ظل السلاح دون تغيير.

## الوصف
يتكون نظام قاذفة الصواريخ من أنبوب إطلاق الصاروخ الأخضر الذي يحتوي على الصاروخ ومقبض وبطارية حرارية أسطوانية. يمكن إعادة تحميل أنبوب الإطلاق في المستودع، ولكن يتم تسليم طلقات الصواريخ إلى وحدات إطلاق النار في أنابيب الإطلاق الخاصة بهم. يمكن إعادة تحميل وتلقيم الجهاز حتى خمس مرات.

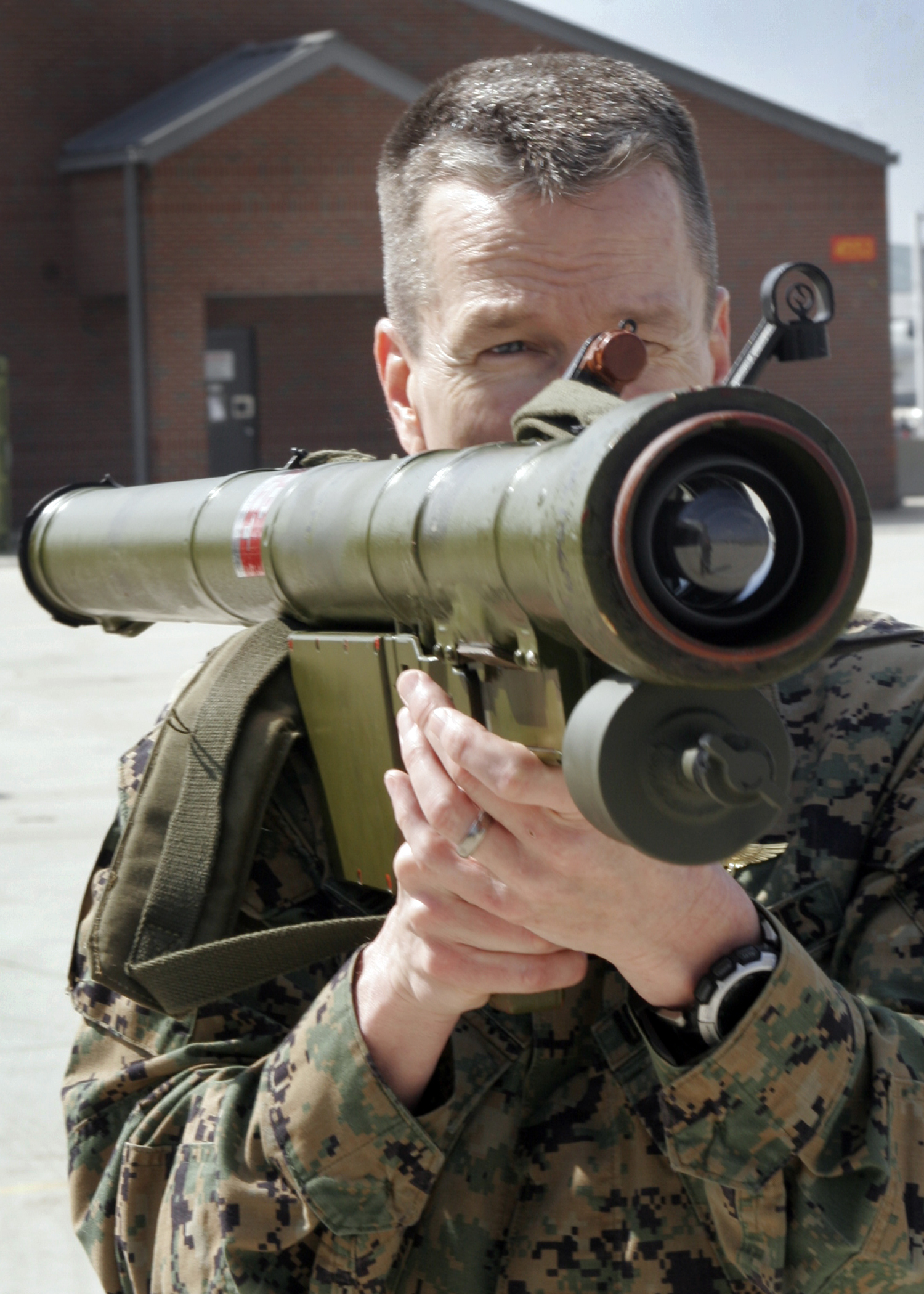
عدسة الباحث واضحة للعيان

عند الاشتباك مع أهداف بطيئة أو متراجعة مباشرة، يتتبع المشغل الهدف بالمشاهد الحديدية في أنبوب الإطلاق ويطبق نصف الزناد. هذا الإجراء «يلغي» الباحث ويسمح لمحاولته التعقب. إذا كان من الممكن تتبع توقيع الأشعة تحت الحمراء المستهدفة على الخلفية الحالية، فيتم الإشارة إلى ذلك بواسطة الضوء وصوت الجرس. ثم يسحب مطلق النار الزناد بالكامل، ويطبق على الفور الرصاص والارتفاع الفائق. تسمى هذه الطريقة بالمشاركة اليدوية. يسمح الوضع التلقائي، الذي يستخدم ضد الأهداف السريعة، لمطلق النار بضغط الزناد بالكامل في سحب واحد متبوعًا بالرصاص الفوري ورفع أنبوب الإطلاق. سوف يقوم الباحث بإلغاء القفل وإطلاق الصاروخ تلقائيًا إذا تم الكشف عن إشارة قوية بدرجة كافية.
تسرد الشركة المصنعة وقت رد الفعل الذي تم قياسه من موضع الحمل (صاروخ يُحمل على ظهر جندي بأغطية واقية) إلى إطلاق الصاروخ ليكون 13 ثانية، وهو رقم يمكن تحقيقه ولكنه يتطلب تدريبًا ومهارة كبيرة في التعامل مع الصواريخ. مع وجود قاذفة على الكتف، وإزالة الأغطية وإطالة المشاهد، يقل وقت رد الفعل من أمر إطلاق النار إلى الإطلاق إلى 6-10 ثوانٍ، اعتمادًا كثيرًا على صعوبة الهدف ومهارة مطلق النار.
بعد تنشيط مصدر الطاقة للإلكترونيات الصاروخية، ينتظر المدفعي استقرار التيار الكهربائي والجيروسكوب، ويضع المشاهد على الهدف ويتتبعه بسلاسة من خلال المشاهد الحديدية لأنبوب الإطلاق، ويسحب الزناد على مخزون المقبض. يؤدي هذا إلى تنشيط إلكترونيات الباحث ومحاولات الصاروخ لقفل الهدف. إذا كان الهدف ينتج إشارة قوية بدرجة كافية وكان معدل التتبع الزاوي ضمن معايير الإطلاق المقبولة، فإن الصاروخ ينبه المدفعي بأن الهدف مغلق عن طريق إضاءة ضوء في آلية الرؤية، وإصدار ضوضاء أزيز ثابتة. بعد ذلك، يكون لدى المشغل 0.8 ثانية لتوفير الرصاص للهدف أثناء تنشيط مصدر الطاقة الموجود على متن الصاروخ وإشعال محرك التخلص.
إذا كان الهدف خارج المعلمات المقبولة، فإن إشارة الضوء في الأفق وإشارة الجرس تخبر المدفعي أن يعيد توجيه الصاروخ.
عند الإطلاق، يحترق المعزز قبل أن يغادر الصاروخ أنبوب الإطلاق بسرعة 32 م/ث ويدور حوالي 20 دورة في الثانية. عندما يغادر الصاروخ الأنبوب، تنفتح زعانف التوجيه الأمامية، وكذلك زعانف الذيل الأربعة الخلفية. يتم بعد ذلك تسليح آلية التدمير الذاتي، والتي يتم إعدادها لتدمير الصاروخ بعد ما بين 14 و17 ثانية لمنعه من الاصطدام بالأرض إذا أخطأ الهدف.

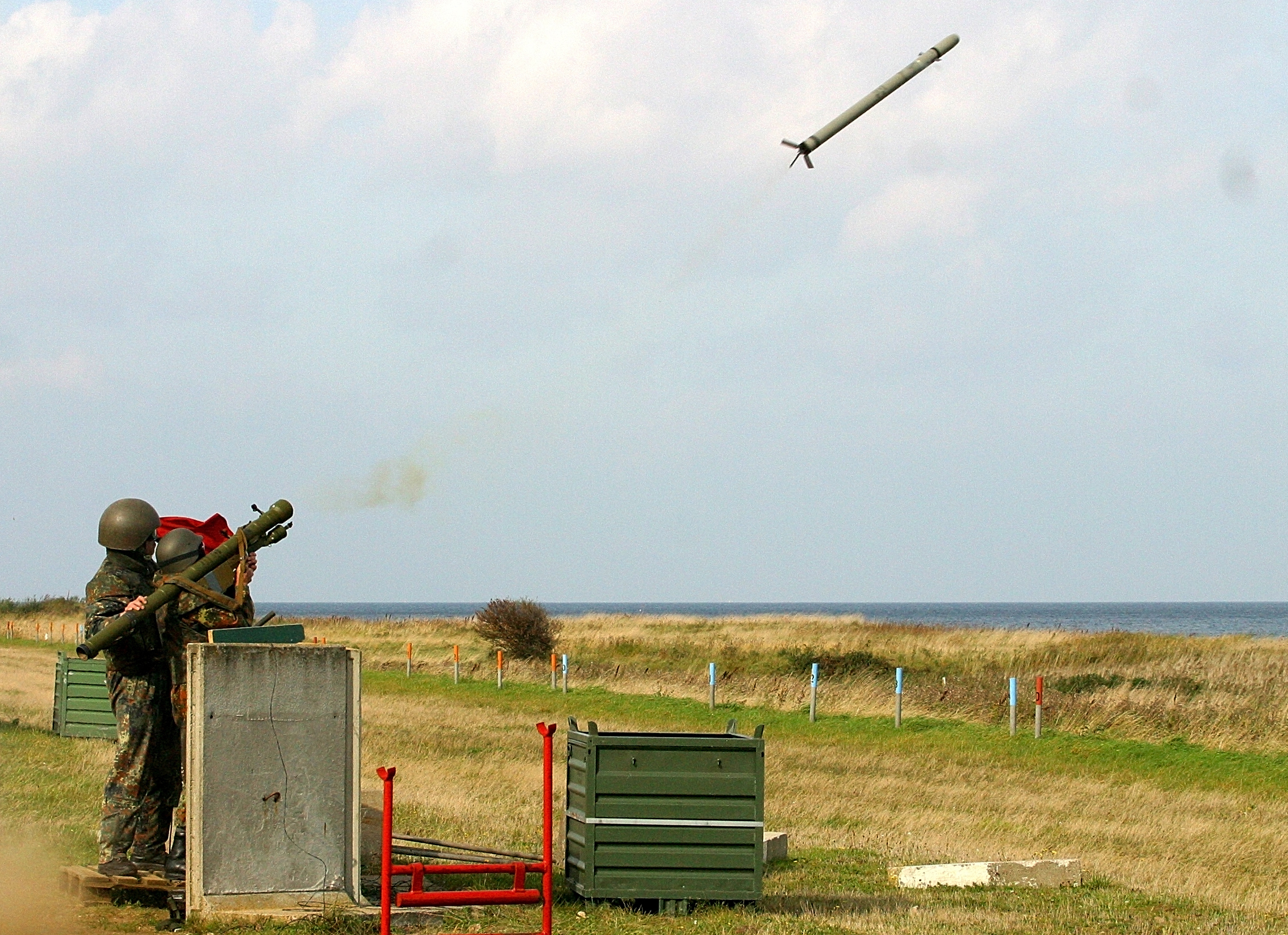
ستريلا بعد وقت قصير من إطلاقه، انحسرت في الإتجاه، قبل مباشرة من تنشيط المحرك الاساسي.

بمجرد أن يكون الصاروخ على بعد خمسة أمتار ونصف من المدفعي، بعد 0.3 ثانية من مغادرة أنبوب الإطلاق، يقوم بتنشيط محرك دعم الصاروخ. يصل المحرك المساند إلى سرعة 430 مترًا في الثانية (1400 قدم/ثانية، 960 ميل في الساعة)، ويحافظ عليها بهذه السرعة. بمجرد وصوله إلى السرعة القصوى، على مسافة حوالي 120 مترًا (390 قدمًا) من المدفعي، يتم تعطيل آلية الأمان النهائية ويتم تسليح الصاروخ بالكامل. أخيرًا، يحترق المعزز لمدة 0.5 ثانية ومحرك القيادة لمدة 2.0 ثانية أخرى.
يكتشف رأس الباحث السلبي بالأشعة تحت الحمراء كبريتيد الرصاص غير المبرد الأشعة تحت الحمراء عند أقل من 2.8 ميكرومتر في الطول الموجي. لديها مجال رؤية 1.9 درجة ويمكن أن تتبع 9 درجات في الثانية. يتتبع رأس الباحث الهدف بشبكية دوارة معدلة الاتساع (مسح الدوران أو تتبع AM)، والتي تحاول إبقاء الباحث يشير باستمرار نحو الهدف. تقيس المادة الشبكية الدورانية كمية طاقة الأشعة تحت الحمراء الواردة. يقوم بذلك عن طريق استخدام نمط دائري يحتوي على أجزاء وشرائح صلبة تسمح لطاقة الأشعة تحت الحمراء بالمرور إلى الباحث. عندما تدور الشبكية، تمر طاقة الأشعة تحت الحمراء عبر الأجزاء المفتوحة من شبكاني. بناءً على مكان سقوط طاقة الأشعة تحت الحمراء على شبكة الشبكية، فإن كمية أو سعة طاقة الأشعة تحت الحمراء المسموح بها للباحث تزيد كلما اقتربنا من مركز الشبكة. وبالتالي، الباحث قادر على تحديد مكان مركز طاقة الأشعة تحت الحمراء. إذا اكتشف الباحث انخفاضًا في سعة طاقة الأشعة تحت الحمراء، فإنه يوجه الصاروخ إلى حيث كانت طاقة الأشعة تحت الحمراء هي الأقوى. يخلق تصميم الباحث مساحة ميتة في منتصف شبكاني. الشبيكة المثبتة في المركز ليس لديها القدرة على الكشف. هذا يعني أنه عندما يتتبع الباحث هدفًا بمجرد أن يصبح الباحث مركزًا ميتًا، (يستهدف مباشرة مصدر الأشعة تحت الحمراء) يكون هناك انخفاض في سعة طاقة الأشعة تحت الحمراء. يفسر الباحث هذا الانخفاض على أنه بعيد عن الهدف لذلك يغير الاتجاه. يؤدي هذا إلى تحرك الصاروخ بعيدًا عن الهدف حتى يتم الكشف عن انخفاض آخر في طاقة الأشعة تحت الحمراء وتكرر العملية نفسها. هذا يعطي الصاروخ تذبذبًا ملحوظًا أثناء الطيران حيث يرتد الباحث داخل وخارج الفضاء الميت. يصبح هذا التذبذب أكثر وضوحًا مع إغلاق الصاروخ على الهدف حيث تملأ طاقة الأشعة تحت الحمراء جزءًا أكبر من الشبكة. تعمل هذه التصحيحات المستمرة للمسار على إخراج الطاقة من الصاروخ بشكل فعال مما يقلل من مداه وسرعته.

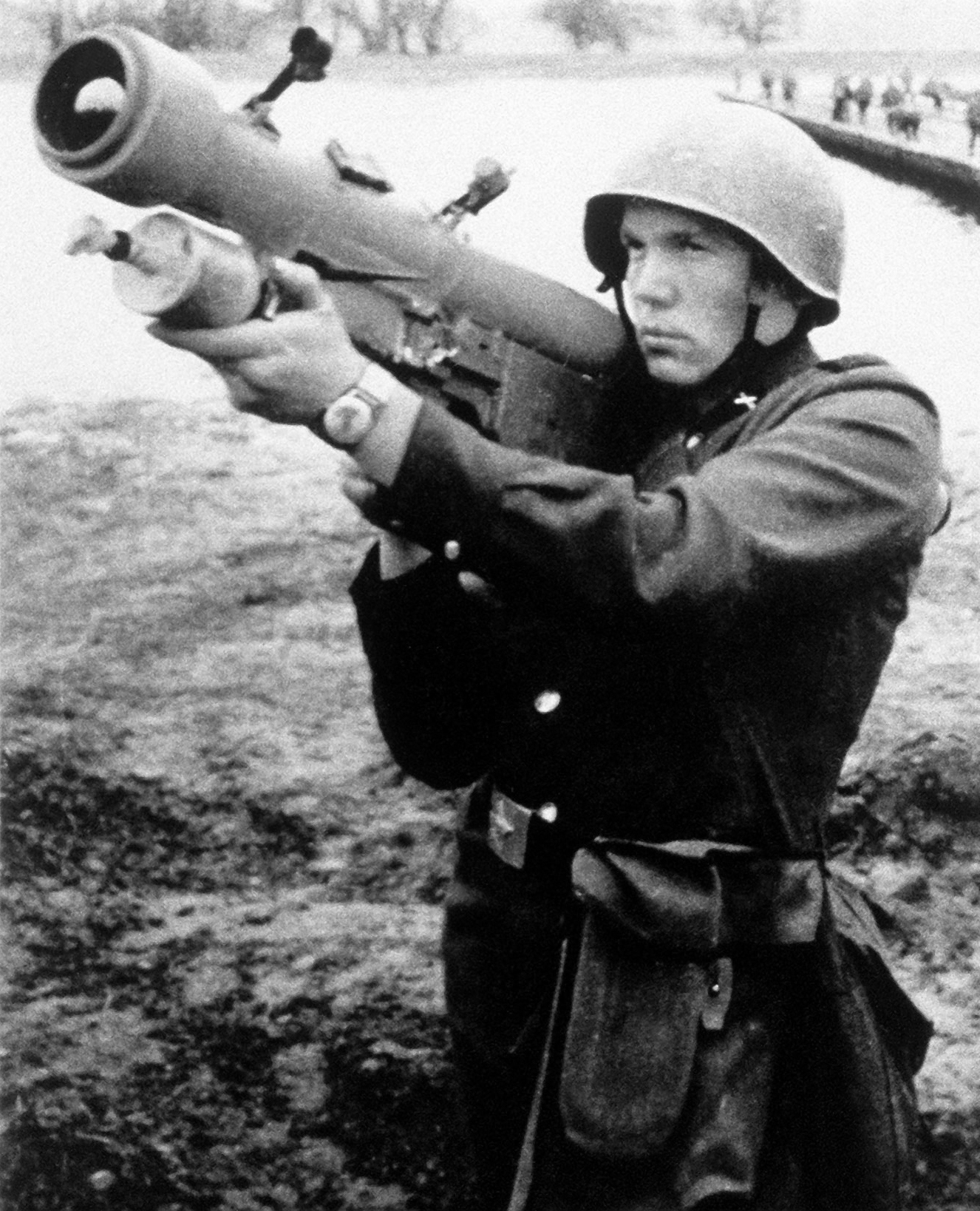
جندي سوفيتي يظهر مع ستريلا

يتبع توجيه ستريلا-2 منطق التقارب النسبي، المعروف أيضًا باسم نظام تتبع معدل الزاوية أو المنطق المؤيد. في هذه الطريقة، عندما يتتبع الباحث الهدف، يتم توجيه الصاروخ نحو المكان الذي يتجه إليه الباحث - وليس إلى حيث يشير - بالنسبة إلى المحور الطولي للصاروخ. ضد هدف يطير في مسار مستقيم بسرعة ثابتة، ينخفض معدل زاوية الباحث إلى الجسم إلى الصفر عندما يكون الصاروخ في مسار طيران في خط مستقيم إلى نقطة اعتراض.

## الاستخدامات
نتيجة لتوافرها على نطاق واسع وبأعداد كبيرة، شهد نظام ستريلا استخدامًا في النزاعات والحروب في جميع أنحاء العالم.

### الشرق الأوسط

#### مصر
تنسب مجموعة Jane's الفضل إلى أول استخدام قتالي للصاروخ في عام 1969 أثناء حرب الاستنزاف من قبل الجنود المصريين. تمت المطالبة بأول «قتل» في 19 أغسطس 1969. أصيبت طائرة سكاي هوك من السرب 102 الإسرائيلي بصاروخ محمول على الكتف على بعد 12 ميلاً غرب قناة السويس وأسر الطيار نسيم عيزر أشكنازي. بين هذا الإطلاق الأول ويونيو 1970 أطلق الجيش المصري ما يقرب من 99 صاروخًا أسفرت عن 36 إصابة ناجحة. وثبت أن الصاروخ لديه قدرة حركية ضعيفة ضد الطائرات المقاتلة، وكذلك قوته الانفجاارية الضعيفة حيث تمكنت العديد من الطائرات التي أصيبت من العودة بأمان إلى قواعدها. وتم استخدام الصاروخ لاحقًا في حرب اكتوبر سنة 1973، حيث تم إطلاق صواريخ ستريلا بالمئات، وسجل عددًا قليلاً من الإصابات وعدد أقل من القتلى (تم إطالة أنابيب العادم من طراز A-4، من أجل منع حدوث أضرار قاتلة للمحرك، وهو حل تم إجراؤه في الحرب السابقة جنبا إلى جنب مع قاذفات مضيئة) ولكن، جنبا إلى جنب مع نظامي الـشليكا وأس-75 دفينا، تسببوا في خسائر فادحة لسلاح الجو الإسرائيلي في الأيام الأولى، بعد أن كانت إطلاق صواريخ سام العربية عالية جدًا، لدرجة أنهم استنفدوا سلاحهم تقريبًا من المخازن. لم تكن صواريخ ستريلا-2 فعالة ضد الطائرات السريعة، لكنها كانت أفضل سلاح متاح لقوات المشاة العربية في ذلك الوقت.
خلال حرب أكتوبر 1973، أطلقت القوات العربية من جميع الدول حوالي 5000 صاروخ ستريلا-2 لكنها دمرت طائرتين إسرائيليتين فقط وألحقت أضرارًا بـ 26 طائرة أخرى.
وبحسب ما ورد تم استخدام صاروخ ستريلا-2 من قبل جماعة أنصار بيت المقدس الارهابية لتدمير مروحية عسكرية مصرية من طراز ميل-8 تعمل في منطقة شمال سيناء في 26 يناير 2014 بالقرب من الشيخ زويد (بالقرب من الحدود مع قطاع غزة)، مما أسفر عن مقتل خمسة منها. شاغلين. ويعد هذا الهجوم الأول من نوعه خلال الهجمات الارهابية التي اندلعت في شبه الجزيرة بسبب الاضطرابات الأمنية والسياسية منذ ثورة 2011. أفادت الأمم المتحدة أن منظومات الدفاع الجوي المحمولة على الكتف جاءت من المخزونات الكبيرة للزعيم الليبي السابق معمر القذافي، والتي انتشرت على نطاق واسع بعد فوضى الحرب الأهلية في ليبيا وأصبحت مصدر قلق للأمن الإقليمي والعالمي.

#### سوريا
تم نشر ستريلا من قبل القوات السورية المحتلة للبنان، إلى جانب أنظمة الدفاع الجوي السوفيتية الأخرى التي تحدت القوات الجوية الأمريكية والفرنسية والإسرائيلية في أعقاب صراع عام 1982 ونشر القوة المتعددة الجنسيات في لبنان خلال ذلك العام. في 10 نوفمبر 1983، تغرضت طائرة سوبر إتندارد فرنسية للقصف بواسطة صاروخ ستريلا-2 بالقرب من برج البراجنة أثناء تحليقها فوق مواقع جيش التحرير الشعبي الدرزي، وفي 3 ديسمبر، تم إطلاق المزيد من صواريخ ستريلا والمدفعية المضادة للطائرات (AAA) أطلقت على البحرية الأمريكية من طراز إف-14 توم كات أثناء مهمة استطلاعية.
استجاب الأمريكيون بحزمة قصف كبيرة من 12 طائرة من طراز إيه-7 كورسير و16 طائرة من طراز ايه-6 إنترودر (مدعومة بطائرة واحدة من طراز إي - 2 هوك آي واثنتان من طراز إي إيه-6 بي براولر واثنتان من طراز اف-14إيه) تم إطلاقها من حاملتي الطائرات يو إس إس جون كينيدي (CV-67) وUSS Independence CV-62 التيان تبحران في البحر الأبيض المتوسط. كان من المقرر أن تقصف الطائرات المنشآت السورية ومواقع AAA ومخازن الأسلحة بالقرب من الفلوجة وحمانا، على بعد حوالي 16 كم شمال طريق بيروت - دمشق السريع، عندما تم استقبالها بوابل من (ربما تصل إلى 40) صواريخ سام سورية، أصاب أحدها طائرة قرصان من طراز (AE305 VA-15) وإجبار الطيار على الإقلاع فوق البحر قبل أن يتم إنقاذه من قبل بعثة البحث والإنقاذ التابعة للولايات المتحدة.
كسر تشكيل الهجوم، وهاجم كل طيار كل هدف من تلقاء نفسه، مما دفع إلى إسقاط الطائرة الأمريكية الثانية: أصيب دخيل من VA-85 إما بواسطة سام-7 أو سام-9. أجبر ذلك الملاح الملازم بوبي غودمان على الانطلاق بالقرب من قرية محاطة بالمواقع السورية، بينما طرد قائد الطائرة ايه-6 إنترودر الملازم أول مارك لانج متأخراً للغاية وتوفي متأثراً بجراحه بعد وقت قصير من أسره من قبل الجنود السوريين والمدنيين اللبنانيين. تم القبض على غودمان من قبل السوريين ونقلهم إلى دمشق قبل إطلاق سراحهم في يناير 1984.
أصيب قرصان آخر، كان يبحث عن طاقم ايه-6 إنترودر الذي سقط، في وقت لاحق من قبل صاروخ ستريلا-2 لكن الطيار إدوارد أندروز تمكن من القفز فوق البحر بالقرب من بيروت وأنقذه صياد وابنه وسلماه بدوره إلى مشاة البحرية الأمريكية.
خلال الحرب الأهلية الحالية، شق العديد من صواريخ ستريلا طريقها إلى أيدي المتمردين وتم رفع عمليات إطلاق النار الخاصة بهم على منصات التواصل الاجتماعي. في عام 2013، أفادت مجلة فورين بوليسي، نقلاً عن مصادر المتمردين، عن شحنة، بمساعدة قطرية، لحوالي 120 صاروخ من طراز ستريلا-2 من ليبيا (مع مخزونات كبيرة حصل عليها القذافي وانتشرت بعد الحرب الأهلية في ذلك البلد) عبر تركيا وبمعرفة السلطات التركية.

#### لبنان
في 24 يونيو 1974، أطلق المقاتلون الفلسطينيون العاملون في جنوب لبنان صاروخين من طراز ستريلا-2 ضد غزو طائرات سلاح الجو الإسرائيلي (IAF)، على الرغم من عدم تسجيل أي إصابات.
خلال حرب الجبل بين عامي 1983-1984، تلقت مليشيا جيش التحرير الشعبي الدرزي من سوريا عددًا من صواريخ ستريلا، والتي استخدمت لإسقاط طائرتين مقاتلتين تابعتين لسلاح الجو اللبناني من طراز هوكر هنتر، وطائرة قاذفة قنابل إسرائيلية من طراز كفير. في 20 تشرين الثاني فوق منطقة الشوف الجبلية جنوب شرق بيروت (أنقذ الجيش اللبناني الطيار). كما تلقت ميليشيا القوات اللبنانية المسيحية المارونية (LF) من العراق عددًا من صواريخ ستريلا في 1988-1989.
كما استحوذت جماعة حزب الله الشيعية على بعض صواريخ ستريلا في أواخر الثمانينيات وأطلقتها على الطائرات الإسرائيلية في نوفمبر/تشرين الثاني 1991. ومنذ ذلك الحين، أطلقوا العديد من صواريخ ستريلا ضد الطائرات الإسرائيلية، بما في ذلك طائرتان ضد الطائرات الإسرائيلية في 12 يونيو/حزيران 2001 بالقرب من صور، لكن لم يسجل أي نتيجة.

#### العراق
في وقت مبكر من فجر 31 يناير 1991، أثناء معركة الخفجي في عملية عاصفة الصحراء، أسقط جندي عراقي طائرة أمريكية من طراز إيه سي-130اتش باستخدام صواريخ ستريلا-2، مما أسفر عن مقتل جميع أفراد الطاقم البالغ عددهم 14 فردا.
استخدمت صواريخ ستريلا-2 ضد مروحيات الجيش التركي من قبل حزب العمال الكردستاني في شمال العراق. أثناء عملية المطرقة؛ في 18 مايو 1997، تم استخدام صاروخ ستريلا-2 لإسقاط مروحية هجومية من طراز إيه إتش-1دبليو سوبر كوبرا. بعد أسبوعين فقط، في 4 يونيو 1997، تم استخدام ستريلا أخرى لإسقاط مروحية نقل تابعة للجيش التركي يوروكوبتر إيه إس 532 يو ال كوجر في منطقة زاخو، مما أسفر عن مقتل 11 جنديًا كانوا على متنها. تم استخدام مقطع الفيديو الخاص بالهجوم الأول على نطاق واسع للدعاية لحزب العمال الكردستاني وتم نشره في النهاية على الإنترنت. تم اقتفاء أثر أجهزة المخابرات اليونانية والصربية، وكذلك إيران وسوريا وأرمينيا وقبرص، على أنها مصادر محتملة للصواريخ.
يقال إن صاروخ ستريلا-2 قد اُستُخدم في أبريل 2005، عندما أسقط أفراد من المتمردين طائرة هليكوبتر من طراز ميل-8 تديرها شركة بلاك ووتراكادمي، مما أسفر عن مقتل جميع أفراد الطاقم البالغ عددهم 11. وأعلن تنظيم داعش الارهابي مسؤوليته عن العملية وتم نشر شريط فيديو على الإنترنت يظهر عملية الإسقاط. ولا تظهر قاذفة الصواريخ في الفيديو، مما يجعل من المستحيل تأكيد نوع منظومات الدفاع الجوي المحمولة المستخدمة.
إن موجة إسقاط طائرات الهليكوبتر خلال عامي 2006 و2007 في العراق تُعزى جزئياً إلى انتشار ستريلا بين الجماعات الارهابية في ذلك الوقت؛ بينما يُقال إن تنظيم القاعدة الإرهابي قام بانتاج مقطع فيديو تدريبيًا مدته ساعة حول كيفية استخدام صواريخ ستريلا-2.

#### المملكة العربية السعودية
في أواخر عام 2001، أطلق رجل سوداني على صلة بتنظيم القاعدة الارهابي صاروخ ستريلا-2 على مقاتلة أمريكية من طراز إف-15 إيغل أقلعت من قاعدة الأمير سلطان الجوية في المملكة العربية السعودية. أخطأ الصاروخ الهدف ولم يرصده الطيار أو أي شخص في القاعدة. عثرت الشرطة السعودية على قاذفة الصواريخ الفارغة في الصحراء في مايو 2002، وتم القبض على مشتبه به في السودان بعد شهر. وقاد الشرطة إلى مخبأ في الصحراء حيث دُفن صاروخ ثان.

#### غزة
خلال شهر أكتوبر/تشرين الأول 2012، أطلق مسلحون في غزة قذيفة من طراز ستريلا في محاولة لإسقاط مروحية تابعة للجيش الإسرائيلي. خلال عملية عمود السحاب، أصدرت حماس شريط فيديو يزعم أنه إطلاق صاروخ ستريلا على هدف لسلاح الجو الإسرائيلي. وبحسب ما ورد أُطلِق أحدها في آذار/مارس 2013 من غزة على مروحية تابعة للقوات الجوية الإسرائيلية.

#### اليمن
يُزعم أن تنظيم القاعدة الارهابي في شبه الجزيرة العربية أسقطت طائرة مقاتلة طراز ميراج إماراتية بصاروخ ستريلا خلال الحرب الأهلية اليمنية المندلعة منذ عام 2015. وشوهد المتمردون الحوثيون يحملون صواريخ ستريلا-2.

#### جنوب شرق آسيا
تم منح نظام ستريلا-2 أيضًا إلى شمال فيتنام، حيث حقق، جنبًا إلى جنب مع نظام ستريلا-2ام الأكثر تقدمًا، 204 ضربة من أصل 589 عملية إطلاق ضد الطائرات الأمريكية والفيتنامية الجنوبية بين عامي 1972 و1975 وفقًا لمصادر روسية. تزعم بعض المصادر، مثل Fiszer 2004، أنه اُستُخدم بالفعل منذ عام 1968 وما بعده.
ما مجموعه ج. تُعزى 70-80 حالة قتل إلى ضربات ستريلا-2ام2 بين عام 1971 وسقوط سايغون في أبريل 1975، وجميعها تقريبًا ضد طائرات الهليكوبتر والطائرات التي تعمل بالمروحة. كما هو الحال في حرب الاستنزاف، ثبت أن سرعة الصاروخ ومدى الصاروخ غير كافيين ضد الطائرات السريعة وكانت النتائج سيئة للغاية: من المعروف أن مقاتلة الحرية واحدة من طراز إيه-4 سكاي هوك الأمريكية وواحدة من مقاتلات الحرية الفيتنامية الجنوبية من طراز إف-5 تم إسقاطها بواسطة ستريلا-2 ثانية أثناء الصراع.
تم سرد خسائر الطائرات الثابتة الجناحين في الجدول التالي. يذكر موقع الإنترنت Arms-expo.ru أن 14 طائرة ثابتة الجناحين و10 طائرات هليكوبتر تم إسقاطها باستخدام 161 طلقة صاروخية استخدمت بين 28 أبريل و14 يوليو 1972؛ قد يكون الفارق في خسائر الطائرات الثابتة على الأقل جزئيًا بسبب إسقاط الطائرة الفيتنامية الجنوبية بواسطة السلاح.
| التاريخ    | النوع   | الوحدة    | الارتفاع عند الاصابة | الارتفاع عند الاصابة | الضحايا | المهمة      | مكان السقوط          |
| التاريخ    | النوع   | الوحدة    | قدم                  | متر                  | الضحايا | المهمة      | مكان السقوط          |
| ---------- | ------- | --------- | -------------------- | -------------------- | ------- | ----------- | -------------------- |
| 1972-05-01 | O-2A    | 20th TASS |                      |                      | 0       | FAC         | Quang Tri            |
| 1972-05-01 | A-1H    | 1 SOS     | 3,500                | 1,100                | 0       | SAR         | Quang Tri            |
| 1972-05-02 | A-1E    | 1 SOS     | 5,500                | 1,700                | 0       | SAR         | Quang Tri            |
| 1972-05-02 | A-1G    | 1 SOS     | 6,500                | 2,000                | 1 WIA   | SAR         | Quang Tri            |
| 1972-05-14 | O-1     |           | 4,000                | 1,200                | 0       | FAC         | An Loc               |
| 1972-05-26 | TA-4F   | H&MS-15   | 4,500                | 1,400                | 0       | armed recce | Hue                  |
| 1972-06-15 | AC-130A | 16 SOS    |                      |                      | 12 KIA  | armed recce | A Shau               |
| 1972-06-29 | OV-10A  | 20 TASS   | 6,500                | 2,000                | 1 KIA   | FAC         | Quang Tri            |
| 1972-07-02 | O-1     |           |                      |                      | 0       | FAC         | Phum Long (Cambodia) |
| 1972-12-19 | OV-10A  | 20 TASS   |                      |                      | 1 KIA   | FAC         | Quang Tri            |
| 1973-01-27 | OV-10A  | 23 TASS   | 6,000                | 1,800                | 2 MIA   | FAC         | Quang Tri            |

يوضح الجدول خسائر فادحة خاصة في بداية شهر مايو، مع نتائج مميتة خصوصًا في يومي الأول والثاني، حيث أدى إسقاط أو-2 سكايماستر إلى مزيد من الخسائر عند محاولة عملية الإنقاذ. بعد هذه الخسائر الأولية، ساعدت التغييرات في التكتيكات والإدخال الواسع لمشاعل الشراك على مواجهة التهديد، لكن التدفق المستمر للاستنزاف وضرورة تقليل الوقت الذي يقضيه في مظروف الاشتباك في ستريلا استمر مع ذلك في الحد من فعالية ساحة المعركة الأمريكية العمليات الجوية حتى نهاية التدخل الأمريكي في جنوب شرق آسيا. خسرت الولايات المتحدة ما لا يقل عن 10 من طراز إيه إتش-1 كوبرا والعديد من يو إتش-1 إركويس مقابل ضربات ستريلا-2ام2 في جنوب شرق آسيا.
من يناير 1973 إلى يونيو 1974، فقدت القوات الجوية لجمهورية فيتنام 17 طائرة وطائرة هليكوبتر بواسطة ستريلا-2.
في أواخر الثمانينيات، تم استخدام ستريلا-2 ضد طائرات سلاح الجو الملكي التايلاندي من قبل القوات اللاوسية والفيتنامية أثناء الاشتباكات الحدودية العديدة في تلك الفترة. تعرضت طائرة إف-5 للتلف في 4 مارس 1987 وأُسقطت طائرةإف-5أي أخرى في 4 فبراير 1988 بالقرب من الحدود التايلاندية الكمبودية.